# Esther Dankwah
Esther Dankwah (* 25. Juni 1982) ist eine ghanaische Leichtathletin, die sich auf den Sprint spezialisiert hat. Mit der ghanaischen 4-mal-100-Meter-Staffel siegte sie 2007 bei den Afrikaspielen in Algier und wurde im Jahr davor Afrikameisterin in Bambous.

## Sportliche Laufbahn
Erste internationale Erfahrungen sammelte Esther Dankwah vermutlich im Jahr 1999, als sie bei den Juniorenafrikameisterschaften in Tunis in 12,12 s den vierten Platz im 100-Meter-Lauf belegte und über 200 Meter mit 25,03 s auf Rang fünf gelangte. Zudem siegte sie mit der ghanaischen 4-mal-400-Meter-Staffel in 3:41,83 min und gewann mit der 4-mal-100-Meter-Staffel in 47,13 s die Silbermedaille. Anschließend schied sie bei den Afrikaspielen in Johannesburg mit 12,15 s in der ersten Runde über 100 Meter aus. 2006 schied sie bei den Afrikameisterschaften in Bambous mit 12,35 s im Vorlauf über 100 Meter aus und siegte mit der 4-mal-100-Meter-Staffel in 44,43 s gemeinsam mit Elizabeth Amolofo, Gifty Addy und Vida Anim. Anschließend wurde sie beim IAAF World Cup in Athen in 43,61 s Dritte im Staffelbewerb. Im Jahr darauf schied sie bei den Afrikaspielen in Algier mit 11,92 s und 24,24 s jeweils im Halbfinale über 100 und 200 Meter aus und siegte mit der Staffel in 43,84 s gemeinsam mit Mariama Salifu, Gifty Addy und Vida Anim. Anschließend verpasste sie bei den Weltmeisterschaften in Osaka mit 43,76 s den Finaleinzug im Staffelbewerb. 2008 schied sie bei den Afrikameisterschaften in Addis Abeba mit 11,81 s im Semifinale über 100 Meter aus und gewann mit der Staffel in 44,12 s gemeinsam mit Gifty Addy, Elizabeth Amolofo und Vida Anim die Silbermedaille hinter dem südafrikanischen Team. 

## Persönliche Bestzeiten
- 100 Meter: 11,56 s (+0,1 m/s), 23. Juli 2005 in Heusden-Zolder
  - 60 Meter (Halle): 7,35 s, 27. Januar 2006 in Luxemburg
- 200 Meter: 23,97 s, 27. August 2005 in Utrecht